# 仙台港北インターチェンジ
仙台港北インターチェンジ（せんだいこうきたインターチェンジ）は、宮城県仙台市宮城野区にある三陸自動車道（三陸沿岸道路 仙塩道路）と仙台東部道路のインターチェンジである。2003年度（平成15年度）の進入車両数は129万6,246台、流出車両数は144万6,912台であった。

## 歴史
- 1997年（平成9年）3月27日：三陸自動車道[1]仙台港北IC  - 利府中IC間開通に伴い供用開始[2]。
- 2001年（平成13年）8月1日 : 仙台東部道路仙台東IC - 仙台港北IC間開通。

## 道路

### 本線
- E6 三陸自動車道[1]（36番）
- E6 仙台東部道路（36番）

### 接続する道路
- 直接接続
  - 国道45号

## 周辺
- 仙台港（仙台塩釜港仙台区）
- 中野栄駅（JR仙石線）
- 三井アウトレットパーク 仙台港
- 夢メッセみやぎ
- 仙台うみの杜水族館
- カインズ仙台港店

## 隣
E6 三陸自動車道（三陸沿岸道路 仙塩道路）
(36) 仙台港北IC - (37) 多賀城IC - (38) 利府JCT
E6 仙台東部道路
(34) 仙台東IC - (35) 仙台港IC - (36) 仙台港北IC

## 形状
ランプウェイはトランペット型である。